# 辻善之助
辻 善之助（つじ ぜんのすけ、 1877年（明治10年）4月15日 - 1955年（昭和30年）10月13日）は、戦前の日本の歴史学者。東京帝国大学（現・東京大学）名誉教授。文学博士。専門は日本仏教史。仏教史研究から日本人の精神と日本文化の形成を探求し実証主義的研究を貫き、日本史学の発展に寄与し、実証的な日本仏教史を確立。

## 略歴

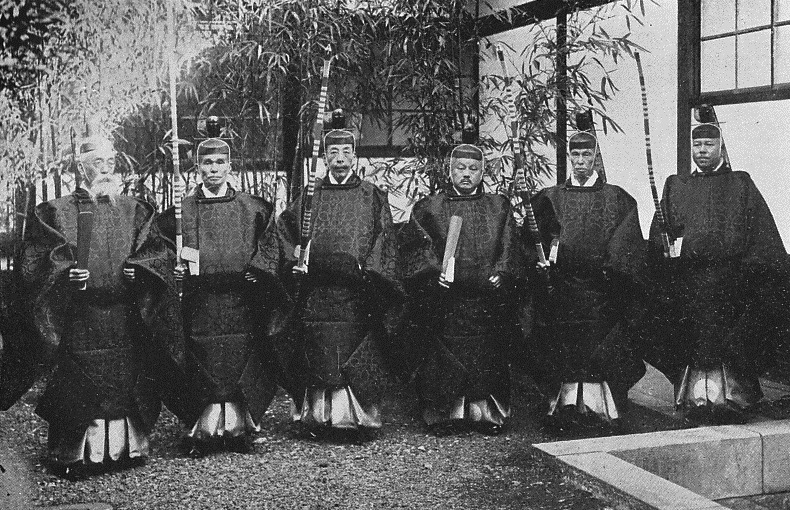
明仁親王誕生時に行われた読書鳴弦の儀奉仕員（左より市村瓚次郎、有馬良橘、大給近孝、辻善之助、松浦靖、細川立興）

1877年（明治10年）4月、兵庫県姫路元塩町（現在の兵庫県姫路市元塩町）に生まれる。父は善次郎。母はつね。神童の誉たかく、小学校・中学校と抜群の成績であった。1893年（明治26年）に姫路中学校（現兵庫県立姫路西高等学校）より京都の第三高等中学校予科3年に編入。翌1894年（明治27年）に学制改革で第三高等学校に改組の上、予科が廃止されると、他の高校に転属を余儀なくされたが、第一高等学校に転校することができた。1896年（明治29年）に第一高等学校を卒業し、帝国大学（のちの東京大学）文科大学国史科に入学。国史科への入学は、同郷の先輩三上参次（当時帝国大学文科大学助教授）の勧めによる。1899年（明治32年）に東京帝国大学文科大学国史科を卒業。卒業の際、恩賜の銀時計を受ける。
大学卒業後、東京帝国大学大学院に進学し、日本仏教史の研究を進め、1904年（明治37年）に博士論文として、「政治ノ方面ヨリ観察シタル日本仏教史 - 徳川時代ノ初期 - 」と「安国寺考」「安国寺志料」を東京帝国大学に提出、1909年（明治42年）、32歳の時に東京帝国大学より文学博士の学位を受けた。
大学院在学中の1902年（明治35年）、東京帝国大学文科大学教授三上参次の勧めにより、東京帝国大学文科大学史料編纂掛（のちの東京大学史料編纂所）に入所。史料編纂員となった。三上の洋行（万国東洋学会に日本代表として出席）中、江戸時代史料編纂部の留守を預かり、1905年（明治38年）に史料編纂官に任じ、高等官六等に叙した。1911年（明治44年）6月に東京帝国大学文科大学助教授を兼任し、同年6月から1912年（大正元年）10月にかけて欧米に留学。万国東洋学会に出席した。以後、史料編纂官として『大日本史料』第12編編纂を主宰し、一方文科大学助教授として日本仏教史を講ずる等、学生の指導にあたる生活が続いた。
1920年（大正9年）7月、史料編纂掛事務主任となり、史料編纂掛の充実に尽力。辻は各所との折衝を重ね、1924年（大正13年）に帝国議会の承認を得て史料編纂掛の拡張（史料編纂官の増員）に成功し、あわせて『大日本史料』第1編から第12編までの編纂体制を整え、同書の一斉出版を開始した。いっぽう、1921年（大正10年）には、前々年（1919年）に刊行した『日本仏教之研究』により、帝国学士院恩賜賞を受賞。1923年（大正12年）には、東京帝国大学教授に就任して、国史学第二講座を担任し、1926年（大正15年）には、三上参次の停年退官を受けて、東京帝国大学教授兼史料編纂官に就任。国史学第一講座担任となり、黒板勝美とともに昭和初期の東大国史学科を統率した。
1925年（大正14年）4月には、立教大学文学部に史学科が創設され、最初の教授の一人として、竹岡勝也、藤本了泰、中村勝麻呂とともに日本史を講じた。
1929年（昭和4年）に、東京帝国大学史料編纂掛は史料編纂所と改称され、その初代所長に就任した。1938年（昭和13年）、東京帝国大学教授を定年退官。東京帝国大学名誉教授の称号が贈られた。その後、1941年（昭和16年）まで史料編纂所の嘱託して史料編纂に携わるいっぽう、聖心女子学院専門学校教授や立正大学文学部教授を歴任。1952年（昭和27年）に文化勲章を受章。1954年（昭和29年）には昭和28年度朝日文化賞を受けた。1955年（昭和30年）10月に78歳で歿。墓所は雑司ヶ谷霊園。
そのほかの活動を記すと、1900年（明治33年）に、文部省より歴史材料取調を嘱託され、1922年（大正11年）には古社寺保存会委員、1924年（大正13年）には臨時御歴代史実考査委員会委員、京都御所東山御文庫取調掛となり、1929年（昭和4年）には国宝保存会委員、1932年（昭和7年）には帝国学士院会員となり、紀元二千六百年記念事業として企画した歴代宸翰の集成出版（『宸翰英華』）の中心となって推進した。翌1933年（昭和8年）には講書始にて国書を進講、同年12月には皇太子明仁親王（現在の上皇明仁）の浴場の儀読書控として奉仕した。
さらに皇室関係では、1949年（昭和24年）10月26日、陽成天皇千年式年祭に先立ち、昭和天皇、香淳皇后に対して陽成天皇の事績について進講。1952年（昭和27年）11月3日、皇居で行われた文化勲章授与式では、御陪食後のお茶の席で親鸞の事績について話題提供した。

妻の菊子は田代義徳の長女。二男達也は、日本近世史を専攻し、横浜市立大学名誉教授。また、娘婿の太田善麿は、元東京学芸大学学長。

## 学問・評価
- 辻の学問は史料に基づく実証的なものであった。坂本太郎が語るところによると、辻は、史料を広く集めて精選し、それより確実かつ穏当な結論を導くという、歴史研究の正道というべき手法を用いた。また、研究姿勢は非常に謙虚で、他の学説を広く聞き、自説と反する年少学生の論文までも、雑誌に発表する斡旋までしたという（坂本『歴史と人物』（坂本太郎著作集11）より）。
- 学問研究のみならず政治家・実業家の如く活動の輪を広げた黒板勝美に対し、辻はひたすら学問・研究に打ち込み、それはアカデミズムの枠を出ることはなかった。明治末期に政治的問題にもなった「南北朝正閏問題」では、三上参次や黒板勝美、喜田貞吉が積極的な発言をしているのに対し、辻は表舞台に登場することはなかった。また、平泉澄を中心とする皇国史観が、戦時中の東大国史学科を支配していたときも、辻はこれを直接的に批判することをせず、ただひたすら学生の指導や研究に専念していた。ただ、辻の周りには平泉の学説をよしとはしない学生達が集まり、辻は彼らを指導し、就職などの斡旋をしていたのであった。
- 最初の著書『田沼時代』では、徳川吉宗や松平定信の時代と対照的に叙述されることの多かった田沼意次の政治・時代について検証。田沼は徳望に欠けていたが政治家としての手腕はあったとし、田沼時代を「庶民台頭」の時代であると積極的に評価した。ただし、後年、大石慎三郎は辻が収賄政治家として田沼の論拠とした史料は「つくられた悪評」であり、史料批判に乏しかったとする。また、大石は辻の著作が田沼悪人説の根拠として利用され、現代にも根強く残る田沼のイメージになったと論ずる。
- 話題となった論著は少なくなく、例えば1934年、斎藤実内閣の商工大臣中島久万吉が辻の論文「足利尊氏の信仰」（『日本仏教史之研究』所収）に依拠して足利尊氏擁護を行うと、右翼の批判を浴びて大臣を辞任、矛先は辻にも向けられ、『日本仏教史之研究』は文部省教学局の要請により絶版に追い込まれた。
- また、武家政権出現の必然性を説くため平清盛を論じ、後白河法皇に批判が及ぶと、これを収録した『人物論叢』もやはり、文部省教学局に自発的絶版を求められている。
- 主著『日本文化史』にしても、はじめ『国史提要』と題して出版を予定していたが、筆が南北朝時代に進むと、これ以上原稿を書き進めるのは不可能といって中止している。これは戦後執筆が再開され、『日本文化史』として出版された。
- 辻は「近世仏教堕落論」、すなわち日本仏教史の中で江戸時代は、僧侶が戒律を守らず教団が幕府の統制下で硬直していた暗黒時代だった、とする論の代表的論者として知られる[14]。ただし、堕落論自体は辻以前からすでに一般的だった[14]。

## 略年譜
- 1877年（明治10年）4月、誕生。
- 1896年（明治29年）、第一高等学校卒業。帝国大学文科大学国史科入学。
- 1899年（明治32年）、東京帝国大学文科大学国史科卒業。同大大学院入学。
- 1902年（明治35年）、東京帝国大学史料編纂掛史料編纂員。
- 1905年（明治38年）、東京帝国大学史料編纂掛史料編纂官。
- 1909年（明治42年）、東京帝国大学より文学博士の学位を取得。
- 1911年（明治44年）、東京帝国大学文科大学助教授。
- 1920年（大正9年）、東京帝国大学史料編纂掛事務主任。
- 1921年（大正10年）、帝国学士院恩賜賞受賞。
- 1923年（大正12年）、東京帝国大学教授。国史学第二講座を担当。
- 1926年（大正15年）、東京帝国大学教授兼史料編纂官。国史学第一講座を担当。
- 1929年（昭和4年）、東京帝国大学史料編纂所初代所長。
- 1932年（昭和7年）、帝国学士院会員。
- 1938年（昭和13年）、東京帝国大学教授を停年退官。東京帝国大学名誉教授。聖心女子学院専門学校教授。
- 1940年（昭和15年）、紀元二千六百年奉祝記念にあたり『聖徳餘光』を編む[15]。
- 1949年（昭和24年）、立正大学教授。
- 1952年（昭和27年）、文化勲章受章。
- 1953年（昭和28年）、立正大学教授退職。
- 1955年（昭和30年）10月、死去（78歳）。

## 栄典
- 1912年（大正元年）12月28日 - 従五位[16]
- 1918年（大正7年）2月12日 - 正五位[17]

## 主な刊行著書
- 『田沼時代』 日本学術普及会、1915年／岩波文庫（解説佐々木潤之介）、1980年
- 『海外交通史話』 東亜堂、1917年
- 『日本仏教史之研究』 金港堂、1919年
- 『鸞聖人筆跡之研究』 金港堂、1920年
- 『人物論叢』 雄山閣、1925年
- 『皇室と日本精神』 大日本図書、1936年／修訂・ダイレクト出版、2021年
- 『日本仏教史』 岩波書店（全10巻）、1944年～1953年、復刊1984年
- 『日本文化史』 春秋社（全11巻）、1948年～1956年
- 『江戸時代史論』 悠思社、1991年。辻達也編
- 新版『日本仏教文化史入門』 書肆心水、2012年
- 新版『明治仏教史概説　廃仏毀釈とその後の再生』 書肆心水、2017年
  - 「明治仏教史の問題〈抄〉」を収む、併せて土屋詮教『明治仏教史』を収録。
- 新版『上世日本の仏教文化と政治―導入・展開・形式化』 書肆心水、2018年